# Федерация футбола Западной Сахары
Федерация футбола Западной Сахары — организация, которая занимается развитием футбола в Западной Сахаре. Базируется в Эль-Аюне.

## История
Федерация футбола Западной Сахары была основана в 1989 году на базе школы 27 Февраля в алжирском вилайете Тиндуф, где располагаются лагеря беженцев из Западной Сахары.
Поскольку Западная Сахара не признана ООН, федерация не входит в Африканскую конфедерацию футбола и ФИФА, в связи с чем клубные команды и сборная страны не могут участвовать в официальных соревнованиях под их эгидой.
Первую попытку влиться в международный футбол в Западной Сахаре предприняли 12 декабря 2003 года, когда местная федерация в качестве временного члена вошла в NF-Board, которая объединяла организации и сборные, не включённые в ФИФА или не являющиеся её полноправными членами — в основном представлявшие провинции, непризнанные или частично признанные государства. NF-Board проводила VIVA World Cup — международный турнир, в котором участвовали команды из входящих в неё стран и территорий. В 2012 году в последнем из таких турниров участвовала и сборная Западной Сахары, специально для этого созданная федерацией.
После того как в январе 2013 года NF-Board прекратила существование, федерация футбола Западной Сахары стала членом заменившей её Конфедерации независимых футбольных ассоциаций (ConIFA).

## Современность
Федерация футбола Западной Сахары не участвует как в международных соревнованиях под эгидой ФИФА, так и в турнирах, проводимых ConIFA.
Организация с 2016 года проводит в Тиндуфе Кубок Западной Сахары, проводящийся по олимпийской системе.